# Cellaria
Cellaria é um género de briozoários pertencente à família Cellariidae.
O género possui uma distribuição cosmopolita.

## Espécies
Espécies (lista incompleta):
- Cellaria adamantina Brown, 1952
- Cellaria anceps Harmer, 1926
- Cellaria atlantida Cook, 1967